# پاتریک یاکوبس
پاتریک یاکوبس (انگلیسی: Patrick Jacobs؛ زادهٔ ۲۵ ژوئیهٔ ۱۹۶۲) دوچرخه‌سوار اهل بلژیک است.